# Glen Avon (Kalifornija)
Glen Avon je bilo naseljeno područje za statističke svrhe u američkoj saveznoj državi Kalifornija. Prema popisu stanovništva iz 2010. u njemu je živjelo 20.199 stanovnika.